# Іветофта
Іветофта (швед. Ivetofta) — село та передмістя Брумелла в окрузі Сконе на півдні Швеції. З історією, яка сягає корінням у 12 століття, колись це був сільський муніципалітет у колишньому графстві Крістіанстад. Воно розташоване на східному березі озера Іве, між Іве та меншим озером Леврашьон. Краєзнавче товариство Іветофта було засноване в 1981 році і станом на 2013 рік налічує близько 500 членів.

## Географія
Село розташоване між Івошеном і Ханобуктеном і складається з лісистого пагорба Рисбергет і піщаних рівнин, які культивуються. Місцезростання характеризується сосновим лісом, листяним лісом, лугом, пасовищем і трав'янистим вереском.

## Історія
Назва вперше задокументована в 1319 році, як Ywätoffte. Воно походить від старої назви Ivösjön, озеро Іво, і «тофт», що означає ферма. Брумелла, передмістям якої є Іветофта, виникла спочатку як район, коли поблизу було знайдено вапняк, а згодом стала муніципалітетом. Походження його назви пов'язують з млином під назвою Брумелла, який існував на березі річки Скребе і датується 1460-ми роками. Керамічна посудина, знайдена в Іветофті, свідчить про існування доісторичних мисливців-збирачів, які займалися тут землеробством. Палеонтологічні знахідки включають фрагменти кісток плезіозавра, які були надані Палеонтологічному інституту Лунда в 1961 році зі свердловини, тоді, як археологи знайшли урни кремації з ям, які оцінюють, як пізню бронзову добу.

## Орієнтири
Церква Іветофта, ймовірно, була побудована в 12 столітті; вежа (збудована з каменю та прикрашена різьбленим пісковиком) на західній стороні була додана в 13 столітті. Вівтар, амвон, лави та купіль для хрещення були подаровані Софією Браге на початку 17 століття, яка переїхала сюди зі своїм другим чоловіком і була відома своєю роботою з данської генеалогії. Ці риси збереглися і в оновленій церкві. Браге планувала бути похованою там, але повернулася до своєї рідної Данії, оселившись у Хельсінгьорі перед смертю. Її запланований надгробок виставлено в церкві Іветофта.
Основні розширення були завершені в 1850-х роках, щоб розмістити зростаюче населення міста. Стару наву та вівтар було знесено, а ширше церковне приміщення з хрестовинами та тристороннім вівтарем збудовано архітектором К. Г. Бруній. Наву розширили, утворивши два рамена хреста. У 2012 році було проведено капітальний зовнішній ремонт, який зберіг елементи, додані Браге. Притвор має настил, знятий з вугільного льоху старої церкви.
Маєток Аруп, невеликий маєток у парафії Іветофта, був домівкою Софії Браге з 1618 року, коли вона овдовіла. Головна будівля має вежу і два крила. Будівля була розширена в 1796 році за часів володіння Ульріки Спарре. У 1960-х роках в Іветофті було відкрито целюлозний завод.
Tiansgården, критий соломою фермерський будинок 18-го століття, містить краєзнавчий музей з артефактами з 19-го століття до наших днів. Фольклорне товариство «Іветофта», створене у 1981 році, яке діє на базі млинових будинків та ферми «Тян», опікується музеєм та проводить наукові дослідження.

## Відомі жителі
- Софія Браге (1556—1643), вчений і генеалог
- Джиммі Окессон (нар. 1979), політик
- Бенгт Анкарлоо (1935—2008), історик